# قطعنامه ۱۷۶۳ شورای امنیت
قطعنامه  ۱۷۶۳ شورای امنیت سازمان ملل متحد که در تاریخ ۲۹ ژوئن ۲۰۰۷ تصویب شد، سندی بین‌المللی دربارهٔ بررسی وضعیت در ساحل عاج است. این قطعنامه طی نشست ۵۷۱۱ام با ۱۵ رای موافق، ۰ مخالف و ۰ ممتنع تصویب شد.